# Ісаак Карассо
Ісаак Карассо (1874, Салоніки — 19 квітня 1939, Париж, Франція) — греко-турецький та іспанський лікар і підприємець, засновник компанії йогуртів «Данон» («Danone»).

## Життєпис
Народився у відомій родині сефардських єврейських карасів Османської Салоніки (нині Салоніки, Греція). Після еміграції в Барселону він заснував фабрику йогуртів, яка пізніше стала називатися Groupe Danone.
У 1912 він зі своєю сім'єю переїхав до Барселони (Іспанія). В цей час він звернув увагу на те, що багато дітей страждають від проблем травлення. Він вирішив імпортувати йогуртні культури з Болгарії й у зв'язку з тим, що йогурт не був особливо відомий, він спочатку продавав його через аптеки як ліки. У 1919 він заснував компанію, яка пізніше була названа Groupe Danone, що означає варіант каталанського прізвиська його сина, Даніеля (Danon на каталонській означає «маленький Даніель»). Після цього удосконалив перший промисловий процес приготування йогурту. Далі після експериментів вони створили йогурт з фруктовими додатками.
Його син Данієль Карассо (1905—2009) взяв на себе сімейний бізнес в Іспанії і започаткував Danone у Франції та Dannon в США.
Помер 19 квітня 1939 у Парижі, Франція.